# Ivan Ljubičić
Ivan Ljubčić, hrvaški tenisač, * 19. marec 1979 Banja Luka, SFRJ.
1. maja 2006 je dosegel najvišjo uvrstitev v svoji karieri, in sicer 3. mesto na lestvici združenj teniških profesionalcev (ATP). Njegov vrhunec kariere sta doseganje polfinala Grand Slam-a na Odprtem prvenstvu v Franciji leta 2006 in naslov ATP World Tour Masters 1000 na indijskem Wells Masters leta 2010 in še 3 finala, od tega dva leta 2005 v Madridu in Parizu, drugi pa na Miami Masters leta 2006.
Od upokojitve je Ljubičić treniral igralca ATP 3 najboljših Miloša Raonića in Rogerja Federerja. Pripisovali so mu izboljšano metodo rok, še posebej očiten pri visokih strelih, in taktično spremembo strelov veliko prej, pri čemer je nasprotnikom hkrati vzel več časa, tempa in ritma, zaradi česar je bila njegova celotna igra bolj žaljiva. 